# Poliklinika
Poliklinika (z greckiego πόλι-ς /póli-s/ ‘miasto’ i klinika, więc właściwie szpital miejski) – zakład opieki zdrowotnej, udzielający ambulatoryjnych porad lekarskich ogólnych i specjalistycznych, mający jednocześnie zadania naukowo-dydaktyczne. Przychodnia działająca przy klinice, w której udzielane są porady chorym i w której odbywają praktyki studenci medycyny.